# 카르타헤나역
카르타헤나역(스페인어: Cartagena)은 마드리드 지하철 7호선의 역이다. 마드리드 차마르틴 구와 살라망카 구에 걸쳐 있으며, 아메리카 대로와 카르타헤나 거리가 만나는 교차로 부근에 위치해 있다. 요금구역상으로는 A구역에 속한다.

## 역사
1975년 3월 17일 7호선의 두번째 구간 (푸에블로 누에보-아베니다 데 아메리카) 개통과 함께 문을 열었다. 2007년에는 역내 천장과 벽 리모델링을 거쳤다.

## 환승 정보
역 주변에 버스 정류장이 총 세 곳 있다.
버스
- 시내버스
  - 1, 72, 114, 115, 122, 200번 (주간)
  - N4번 (야간)

지하철
| 마드리드 지하철                                | 마드리드 지하철       | 마드리드 지하철             |
| ---------------------------------------------- | --------------------- | --------------------------- |
| 파르케 데 라스 아베니다스 오스피탈 델 에나레스 | 마드리드 지하철 7호선 | 아베니다 데 아메리카 피티스 |